# Незамінні жирні кислоти
Незамінні жирні кислоти (вітамін F) — комплекс поліненасичених жирних кислот, які беруть значну участь в біологічних процесах, але вони не можуть вироблятися в організмі усіх ссавців і повинні надходити з їжею. Класифікують два сімейства поліненасичених жирних кислот: омега-3 альфа-ліноленова кислота і омега-6 лінолева кислота. Організм здатний перетворювати представників одного класу кислот в інший, але не здатний синтезувати ці обидва класи з простіших речовин.
«Незамінні» жирні кислоти отримали свою назву, коли дослідники виявили, що вони необхідні для нормального розвитку маленьких дітей і тварин.
Відомо, що тільки дві жирні кислоти абсолютно незамінні для людини: α-ліноленова кислота (С18:3n3) омега-3 ненасичена жирна кислота, та лінолева кислота (С18:2n6) омега-6 ненасичена жирна кислота. 
Деякі інші жирні кислоти іноді класифікуються як «умовно незамінні», що означає, що вони можуть стати незамінні при певних умовах розвитку або хвороби; приклади включають докозагексаєнова кислота (омега-3 поліненасичена жирна кислота) та гамма-ліноленова кислота (омега-6 ненасичена жирна кислота).

Поліненасичені жирні кислоти з 16-вуглецевими і 18-вуглецевими ланцюгами іноді класифікуються як коротколанцюгові поліненасичені жирні кислоти (КЛ-ПНЖК, SC-PUFA), на відміну від довголанцюгових поліненасичених жирних кислот (ДЛ-ПНЖК, LC-PUFA), які мають більше атомів вуглецю.
Обидві незамінні жирні кислоти (SC-PUFA) з 18-вуглецевим ланцюгом:
- ω-3 ненасичені жирні кислоти: 
  - α-ліноленова кислота   (АЛК, ALA) (18:3Δ9,12,15n-3) Потрійно ненасичена жирна кислота ω-3
- ω-6 ненасичені жирні кислоти: 
  - лінолева кислота (ЛК, LA) (18:2Δ9,12n-6) Подвійно ненасичена жирна кислота ω-6

Ці дві жирні кислоти не можуть бути синтезовані людьми, оскільки люди не мають необхідних ферментів синтази для їх продукування.

## Антагонізм ω-6/ω-3
Метаболізм ω-6 та ω-3 здійснюється однією групою ферментів, що призводить до конкуренції між двома категоріями. Так, введення великої кількості ω-6 жирних кислот з їжею може привести до зниження синтезу ЕПК (20:5Δ5,8,11,14,17n-3) і ДГК (22:6Δ4,7,10,13,16,19n-3) з ω-3 жирних кислот.
Докозагексаєнова кислота (ДГК, DHA) (22:6Δ4,7,10,13,16,19n-3) — омега-3 поліненасичена жирна кислота (ω-3 ПНЖК) у великій кількості міститься в мозку людини.
Згідно з оглядом Американської асоціації серця 2009 року, співвідношення омега-3 повинно бути збільшено споживанням більше жирів ω-3.
Найбільше співвідношення вмісту омега-3 альфа-ліноленової кислоти (α-ліноленова кислота (АЛК, ALA) (18:3Δ9,12,15n-3) потрійно ненасичена жирна кислота ω-3) виявляється у лляної олії.
| Тип                                                                    | Процедура обробки        | Насичені жирні кислоти (SFA) | Мононенасичені жирні кислоти (MUFA) | Мононенасичені жирні кислоти (MUFA) | Поліненасичені жирні кислоти (PUFA) | Поліненасичені жирні кислоти (PUFA) | Поліненасичені жирні кислоти (PUFA) | Поліненасичені жирні кислоти (PUFA) | Точка димлення  |
| Тип                                                                    | Процедура обробки        | Насичені жирні кислоти (SFA) | Загально                            | Олеїнова кислота (18:1ω-9)          | Загально                            | α-Ліноленова кислота (18:3ω-3)      | Лінолева кислота (18:2ω-6)          | ω-6:3 пропорція                     | Точка димлення  |
| ---------------------------------------------------------------------- | ------------------------ | ---------------------------- | ----------------------------------- | ----------------------------------- | ----------------------------------- | ----------------------------------- | ----------------------------------- | ----------------------------------- | --------------- |
| Авокадо                                                                |                          | 11.6                         | 70.6                                | 52–66                               | 13.5                                | 1                                   | 12.5                                | 12.5:1                              | 250 °C (482 °F) |
| Горіх бразильський                                                     |                          | 24.8                         | 32.7                                | 31.3                                | 42.0                                | 0.1                                 | 41.9                                | 419:1                               | 208 °C (406 °F) |
| Ріпак                                                                  |                          | 7.4                          | 63.3                                | 61.8                                | 28.1                                | 9.1                                 | 18.6                                | 2:1                                 | 238 °C (460 °F) |
| Кокос                                                                  |                          | 82.5                         | 6.3                                 | 6                                   | 1.7                                 |                                     |                                     |                                     | 175 °C (347 °F) |
| Кукурудза                                                              |                          | 12.9                         | 27.6                                | 27.3                                | 54.7                                | 1                                   | 58                                  | 58:1                                | 232 °C (450 °F) |
| Бавовна                                                                |                          | 25.9                         | 17.8                                | 19                                  | 51.9                                | 1                                   | 54                                  | 54:1                                | 216 °C (420 °F) |
| Льон                                                                   |                          | 9.0                          | 18.4                                | 18                                  | 67.8                                | 53                                  | 13                                  | 0.2:1                               | 107 °C (225 °F) |
| Виноградні кісточки                                                    |                          | 10.5                         | 14.3                                | 14.3                                | 74.7                                | –                                   | 74.7                                | very high                           | 216 °C (421 °F) |
| Конопляне насіння                                                      |                          | 7.0                          | 9.0                                 | 9.0                                 | 82.0                                | 22.0                                | 54.0                                | 2.5:1                               | 166 °C (330 °F) |
| Олива                                                                  |                          | 13.8                         | 73.0                                | 71.3                                | 10.5                                | 0.7                                 | 9.8                                 | 14:1                                | 193 °C (380 °F) |
| Пальма                                                                 |                          | 49.3                         | 37.0                                | 40                                  | 9.3                                 | 0.2                                 | 9.1                                 | 45.5:1                              | 235 °C (455 °F) |
| Арахіс                                                                 |                          | 16.2                         | 57.1                                | 55.4                                | 19.9                                | 0.318                               | 19.6                                | very high                           | 232 °C (450 °F) |
| Рис                                                                    |                          | 25                           |                                     | 38.4                                |                                     | 2.2                                 | 34.4                                | 15.6                                | 232 °C (450 °F) |
| Крокіс фарбувальний                                                    |                          | 7.5                          | 75.2                                | 75.2                                | 12.8                                | 0                                   | 12.8                                | very high                           | 212 °C (414 °F) |
| Кунжут                                                                 | ?                        | 14.2                         | 39.7                                | 39.3                                | 41.7                                | 0.3                                 | 41.3                                | 138:1                               |                 |
| Соя                                                                    | Частково гідрогенізована | 14.9                         | 43.0                                | 42.5                                | 37.6                                | 2.6                                 | 34.9                                | 13.4:1                              |                 |
| Соя                                                                    |                          | 15.6                         | 22.8                                | 22.6                                | 57.7                                | 7                                   | 51                                  | 7.3:1                               | 238 °C (460 °F) |
| Горіх                                                                  | нерафінована             | 9.1                          | 22.8                                | 22.2                                | 63.3                                | 10.4                                | 52.9                                | 5:1                                 | 160 °C (320 °F) |
| Соняшник                                                               |                          | 8.99                         | 63.4                                | 62.9                                | 20.7                                | 0.16                                | 20.5                                | very high                           | 227 °C (440 °F) |
| Бавовна                                                                | гідрогенізована          | 93.6                         | 1.5                                 |                                     | 0.6                                 | 0.2                                 | 0.3                                 | 1.5:1                               |                 |
| Пальма                                                                 | гідрогенізована          | 88.2                         | 5.7                                 |                                     | 0                                   |                                     |                                     |                                     |                 |
| Харчові значення виражаються у відсотках (%) за масою загального жиру. |                          |                              |                                     |                                     |                                     |                                     |                                     |                                     |                 |